# Luoping (köpinghuvudort i Kina, Jiangxi Sheng, lat 29,23, long 115,26)
Luoping är en köpinghuvudort i Kina. Den ligger i provinsen Jiangxi, i den sydöstra delen av landet, omkring 86 kilometer nordväst om provinshuvudstaden Nanchang. Antalet invånare är 16 402. Befolkningen består av 8 107 kvinnor och 8 295 män. Barn under 15 år utgör 17,0 %, vuxna 15-64 år 74 %, och äldre över 65 år 7,0 %.
Runt Luoping är det ganska tätbefolkat, med 104 invånare per kvadratkilometer. Närmaste större samhälle är Xinning, 15,5 km väster om Luoping. I omgivningarna runt Luoping växer i huvudsak blandskog.
Genomsnittlig årsnederbörd är 2 252 millimeter. Den regnigaste månaden är maj, med i genomsnitt 345 mm nederbörd, och den torraste är januari, med 52 mm nederbörd.